# Хора-Сірма (Ішацьке сільське поселення)
Хора́-Сі́рма (рос. Хора-Сирма, чув. Хураçырма) — присілок у складі Чебоксарського району Чувашії, Росія. Входить до складу Ішацького сільського поселення.
Населення — 163 особи (2010; 150 у 2002).
Національний склад:
- чуваші — 100 %